# Мерцедес-Бенц Г-класа
Мерцедес-Бенц Г-класа, понекад зван Г-Ваген (скраћено од Геландеваген, "крос кантри возило"), је луксузни СУВ средње класе са погоном на сва четири точка произвођача Магна Стеир (бивши Стеир-Даимлер-Пух) у Аустрији и продаје Мерцедес-Бенц. У одређеним тржиштима, продат је под Пух именом као Пух Г.
Г-Ваген се одликује својим боки стајлингом и боди-он-фрејм конструкцијом. Користи три различита диференцијала, једно од ретких возила која имају такву карактеристику.
Упркос увођењу његове планирани замене, унибади СУВ- Мерцедес-Бенц ГЛ-класа у 2006. години, Г-Класа је и даље у производњи и један је од најстаријих произведених возила у историји Даимлера, са распоном од 35 година. Само га Унимог надмашује.

## Војни оператери
Албанија
Од 2010. године, албанска војска користи возила Г-класе.
 Алжир
Од 2010. године, Алжирска војска, Национална жандармерија и алжирска полиција користе неколико модела возила Г-класе 4к4 6к6 Г500. Већина тих возила се производи у творници Боучекиф Тиарет, у власништву алжирске војске. Први вагони Г-класе издати су 2015. године.
 Аргентина
Од 1980-их година, аргентинска војска је користила МБ-230Г (кратка и дуга шасија) за различите сврхе. 900 остаје у служби.
 Аустралија
У октобру 2007. године, Мерцедес-Бенц је постао преферирани понуђач за аустралијске снаге одбране да замене флоту Ланд Ровер Перентие у Пројекат Ланд 121 Оверландер. Мерцедес-Бенц је био једини понуђач који није имао Тојота Ленд Круизер или Ланд Ровер Дефендера који је поднео предлог. У октобру 2008. године потписан је први уговор за 1200 возила. 2.268 возила су набављене са десет варијантама укључујући 6к6. Аустралија је први војни купац који је примио 6 × 6 возила и то су прва шестокрака војна возила која је Мерцедес-Бенц изградио од 1941.
 Аустрија
Аустријска војска је дуго била корисник разних Пух Г модела.
 Белгија
Белгијска полиција или "Жандармерија-Ријксвач" је већ дуго корисник првих модела Г500.
 Бугарска
Бугарска војска има више од 600 возила у различитим конфигурацијама, од којих је већина наоружана.
 Канада
Канадска војска је крајем 2003. године наручила укупно 1.159 возила. Оклопни комплет може бити постављен (или уклоњен) за 8 сати од стране тројице војника. Њихов лакши оклоп критизиран је због тога што је довео до губитка живота у Авганистану, али је знатно бољи од претходника Илтиса.
Почела је и испорука ових возила резервним јединицама. Они ће бити распоређени у оклопним извиђачким јединицама. Она је у завршној фази потпуно замене Илтиса у већини јединица као оклопно извиђачко возило у употреби ЛФЦА . Друге јединице ће заменити Илтис милитаризованим Шевролет Силверадом познатим као МИЛЦОТС (или колоквијално као "Милверадо"). За најизложеније мисије у Авганистану користиће се РГ-31 Ниала коју је изградио БАЕ Ланд Системс ОМЦ, Јужна Африка.
   Хрватска
Хрватска је купила 300 до 320 возила за потребе хрватске војске, а за операције у Авганистану испоручено је још 30 возила РГ-31. Хрватска користи мешавину 4 × 4 возила у мировним операцијама, а Г-класа је врло популаран избор унутар Хрватске војске. Г-Класу допуњују Ланд Ровер Волф и Ивеко ЛМВ.
   Кипар

   Данска
Данска војска купила је 240 ГД (/ 24, / 28 и / 34 варијанте) да би заменила М151А1, Волксваген 181 ("Јагдваген") и Ланд Ровер 88. Прве испоруке 240 ГД биле су 1985. године, а касније су уведене и 290 ГД (/ 24 и / 28 варијанте). Више од 1.300 је пуштено у рад. Неколико 300 ГЕ-а је такође коришћено - углавном од стране ЕОД-услуга данске војске. Тренутно Данци преузимају испоруку преко 2,000 270ЦДИ у неколико варијанти, почевши од 2003.
 East Timor
које су користиле јединице Војске Источног Тимора . 
   Египат
Египатска војска користи оклопни транспортер Г 320 (4 × 4) који је дизајниран као приватни подухват Кадер фабрике за развијене индустрије и базиран је на шасији комерцијалног немачког Мерцедес-Бенц МБ 320Г (4 × 4) свјетла возило. Ово возило је засновано на верзији немачког Мерцедес-Бенц Г 320 4 × 4 са дугим међуосовинским размаком, при чему је оквир шасије модифициран тешком суспензијом која је дизајнирана да издржи додатну тежину коју намеће пакет оклопа.
   Естонија
Естонске снаге одбране имају мали број возила Г-класе, који су купљени да замене застарела возила УАЗ и Волксваген Илтис .
   Финска
Финска војска користи Геландеваген углавном као оклопна возила и амбуланте, али и друге верзије су у употреби.
   Француска
Француска војска има Пежо П4 који је дериват Г-класе опремљен Пежо мотором и опремом.
 Немачка
Немачке оружане снаге користе Г-класу под именом "Вук". Преко 12.000 возила је испоручено у више од 50 верзија, од возила хитне помоћи до оклопних возила које користе немачке специјалне снаге . Седамдесетих година је префериран јефтинији Волксваген Илтис ; сада су Илтис замењени "Вук" и оклопна варијанта ЛАПВ Енок .
   Гренланд
Грчка војска, као и ваздухопловство, морнарица и полиција имају неколико верзија (462) на Геландеваген, произвођача Елбо Хеленик возила индустрије.
   Мађарска
Мађарске копнене снаге имају 233 Г-270 ЦДИ БА 10, који је монтиран са УМФ платформом са лаким митраљезом, и 5 Г-280 ЦДИ БА6°C + Р ССА ФБ6. Више ће бити купљено између 2010. и 2013. године.
   Индонезија
Паспампрес (индонезијске снаге за безбедност председника) користе Г-270 ЦДИ за своју флоту са СИРИНА светлима, топовским кровним носачем, булбром, црном роштиљем, кровом и ручкама ретровизора. Нови модел Г300 ЦДИ у 2010. години је набавио не мање од 30 јединица за председничке и потпредседничке пратитеље. Паспампрес користи црни Г300 ЦДИ са Војном полицијом у белој боји и заставице са индонезијским ознакама МП.
   Ирак
Курдска пешмерга има 60 "вукова", укључујући 20 типова лаких оклопа који ће помоћи у борби против снага ИСИЛ- а.
   Ирска
Ирска војска је користила бројне Г-Вагене као хитну помоћ.
   Летонија
Летонске копнене снаге и летонска национална гарда користе различите модификације Геландеваген, укључујући оклопне.
   Литванија
Литванске оружане снаге управљају отприлике 200 некадашњих холандских ГД возила од испоруке 2016. године.
   Луксембург
Војска Луксембурга користи 300Д варијанту Геландеваген-а . 
 Малезија
Локално изграђен од стране ДЕФТЕК-а од 2001. године, Г-Вагон се користи заједно са Ланд Ровер Дефендером као лагани транспорт малезијске војске. Користи ГД280 шасију.
   Мексико
Мексички секретар поморске одбране (СЕМАР) објавио је 2008. године уговор о куповини великог броја Мерцедес-Бенц војних возила за мексичке морнаричке корпусе. Од 16. маја 2009. године СЕМАР је примио 20 од 84 возила Г-класе.
   Монголија
Министарство одбране Монголије управља са 10 возила класе Г (Волф) које је донирала немачка влада 2010. године.
 Холандија
Краљевска војска Холандије користи различите верзије Мерцедес-Бенц Г-класе, углавном 461 290ГД и 290ГД ТД моделе с ручним мењачем. Холандска полиција и Конинклијке Маречаусе такође користе Г-класу. Већина полицијских верзија су оклопљени 463 модели.
   Северна Кореја
Изгледа да је Корејска народна армија набавила возила класе Г, од којих су неки виђени на војној паради 65. годишњице Корејског радника. На сахрани Ким Џонг-Ила, његова мртвачка кола била су окружена возилима Г-класе.
   Норвешка
Норвешка војска купила је 240 ГД да би заменила Волво и Ланд Ровер 4 × 4 возила средином 1980-их, а 300 ГД да се користи као амбулантна кола. 300ГД се такође користи за транспорт контролне станице за лансирање и оптичких сензора за НАСАМС Аир-Дефенсе систем. Током 90-их година купљено је 290 ГД-а, а у првој половини 00-тих мали број оклопних 270 ЦДИ-а је пуштен у рад. Данас снаге одбране имају укупно 3000 возила. Пратња норвешке краљевске гарде користи црни Г500 АМГ са полицијским свјетиљкама на крову.
 Пољска
96 ГД 290 и 25 МБ290ГД ВД у служби са Војска Ладове. 13 ГД 290 у служби са жандармеријом Војскова.
   Португалија
Португалска војска користи Г-класу за лакши транспорт заједно са Тојота Ландкрузером, УММ Алтер и Ланд Ровер Дефендер 90.
 Русија
Полиција, јединице државне безбедности, војске и владине агенције користе Г-класу. Углавном цивилне верзије у црној боји. Возила за безбедносну пратњу и за председника и за премијера су црна Г-500 и Г55 АМГ.
   Србија
Српска војска тренутно користи Пух 300ГД модел. Такође користе следеће моделе у варијантама 300ГД33, 300ГД6 и 300ГД10, за превоз ВИП особа у 300ГД3-ЛУКС и 300ГД6-ЛУКС и Специјалној бригади је модификована верзија намењена приступу зони борбе.
   Сингапур
Сингапурска војска купила је верзије 270 и 290 као секундарни војни транспорт. Користи се у конфигурацији са меким кровом и познат је као 1.5-тонер или једноставно "МБ" за своје кориснике. Такође, неки су коришћени и за патролирање у "џип" облику. Војска такође користи екстремно кратку међуосовинску базу, софт-топ верзију за своје пуковнике, батаљоне, бригаде и команданте дивизија као личне транспорте.
   Словенија
Војска Словеније користи возила марке Мерцедес-Бенц Г-класе углавном за транспорт.
 Словачка
Оружане снаге словачке републике користе Мерцедес Бенц Г-280 ЦДИ у петом пуку специјалних снага .
 Шведска
Шведска војска користи МБ 290 / Т (1994) МБ 290ГД (2000) МБ 270 ЦДИ (2005) ГВ ће у будућности бити главно теренско возило у шведским оружаним снагама. Године 2011. потписан је оквирни споразум између ФМВ и Даимлер АГ. Потписан је првобитни уговор за 105 300 ЦДИ.
 Швајцарска
Швајцарске оружане снаге користе 230 са меким врхом као примарни носач опште намене и хардтоп верзију као приступну тачку мобилног радија. Она је у употреби од 1985. године и постепено замењује Виллис Џипс, Хафлингер лаки транспорт и Пинзгауер медијум за транспорт и транспорт. Све верзије у употреби швајцарске војске су ненаоружане. Од 2014. године, Стејр Даимлер Пух 230 ГЕ ће постепено бити замењен верзијом Мерцедес-Бенц Г 300 ЦДИ 4к4 хардтоп, почевши од прве серије од 3200 возила.
 Уједињено Краљевство
Британска војска је користила одређени број ових возила у Ираку током операције Телик, посебно око Багдада и Рустамијах подручја. Главна мисија британских команданата у совјетским снагама у Немачкој (БРИКСМИС) такође је користила мали број. Аргентинска армија Г-класе коју је заробила британска војска током Фалкландског рата је касније коришћена од стране 18. ескадриле РАФ-а у Западној Немачкој неколико година.
 Украјина
Полиција, јединице државне безбедности, војске и владине агенције користе Г-класу. Углавном цивилне верзије у црној боји. Возила за безбедносну пратњу и за председника и за премијера су црна Г-500 и Г55 АМГ.
 Сједињене Државе
 УСМЦ Интерим Фаст Атек Вијкл (ИФАВ) је модификована верзија Мерцедес-Бенц Геландеваген 290. Она замењује модификовани М-151А2 Џип од маринаца као ФАВ 1990-их. Амерички марински корпус стекао је 157 ИФАВ-ова распоређених на следећи начин:
- (И) Маринске експедиционе снаге (МЕФ) Камп Пендлетон, ЦА (33);
- (II) МЕФ камп Лејеуне, НЦ (25);
- (III) МЕФ на Окинави, Јапан (27);
- (ИВ) 17 Форце Рекон, Авганистан (22);
- (В) 3 Форс Рекон Бн, Ирак (23);
- (ВИ) 1. привремена ДМЗ Полицијска Компанија, Кореја (15); и
- (ВИИ) разно разно (12)

Крајем деведесетих година прошлог века УСМЦ је купио Г-класу као Интерим Фаст Атек Вијкл (ИФАВ), који је у суштини био '97 до '01 ДаимлерКрајслер модел 290 ГДТ, 2-врата са дизел мотором и постељом за подизање. Ово је било компактно и довољно лагано да се транспортује унутар Сикорски ЦХ-53 Си Сталион Хеликоптер.

## Моторспорт
Године 1983. специјално модификовани 280 ГЕ победио је на релију Парис – Дакар који су возили Џеки Ицк и Клауде Брасеур.